# Lapu-Lapu (Cebu)
Lapu-Lapu è una città indipendente altamente urbanizzata (HUC) delle Filippine, geograficamente situata nella provincia di Cebu, nella regione del Visayas Centrale.
La città fa parte dell'area metropolitana di Cebu.
Lapu-Lapu è formata da 30 baranggay:
- Agus
- Babag
- Bankal
- Baring
- Basak
- Buaya
- Calawisan
- Canjulao
- Caubian
- Cawhagan
- Caw-oy
- Gun-ob
- Ibo
- Looc
- Mactan

- Maribago
- Marigondon
- Pajac
- Pajo
- Pangan-an
- Poblacion
- Punta Engaño
- Pusok
- Sabang
- San Vicente
- Santa Rosa
- Subabasbas
- Talima
- Tingo
- Tungasan